# Lipnica (Wołów)
Pour les articles homonymes, voir Lipnica.
Lipnica est une localité polonaise de la gmina et du powiat de Wołów en voïvodie de Basse-Silésie.